# Fabrizio del Carretto
Pour les autres membres des familles, voir Famille del Carretto.
Fabrizio del Carretto (né en 1455 à Finale Ligure, dans l'actuelle province de Savone, en Ligurie et mort le 10 janvier 1521 à Rhodes) fut le 43e grand maître des Hospitaliers de l'ordre de Saint-Jean de Jérusalem de 1513 à 1521.

## Sources bibliographiques
- Bertrand Galimard Flavigny (2006) Histoire de l'ordre de Malte, Perrin, Paris